# JIRA
Jira je softwarový nástroj pro evidenci chyb a problémů (bug/issue tracking) při vývoji softwaru nebo řízení projektů, vyvíjený společností Atlassian. Jira podporuje a usnadňuje proces řízení projektů a požadavků, nabízí flexibilní a uživatelské nástroje pro řízení a sledování pracovníků při výkonu plnění úkolů. JIRA je orientován na podporu dosažení očekávaného výkonu na projektu.
Jira je napsána v jazyce Java a je provozována na webových serverech Tomcat s databází HSQLDB.
Jira je nabízena primárně jako cloudová služba Confluence Cloud, ale je možné ji provozovat také místně v edici Confluence Data Center.
Jira Cloud pro nenáročné týmy do 10 uživatelů je poskytována zdarma, pro náročnější týmy a více uživatelů jsou k dispozici různé edice s různým rozsahem funkcí za poplatek.
Celkem jsou nabízeny čtyři edice: Free (zdarma), Standard, Premium a Enterprise.

## Charakteristika a hlavní výhody
- Podpora projektového řízení (interní a externí řízení požadavků a úkolů)
- Workflow management
- Neustále dostupné informace pro tým přes webové rozhraní
- Sledování a vyhodnocování kapacit
- Průkazná historie projektové komunikace
- Podpora pro klientský servis a helpdesk
- Sdílení komunikace, informací a dokumentů v týmu
- Reporty, statistiky, historie evidence
- Sledování stavu projektu a řešení požadavků zákazníkem
- Úkoly podle priorit, termínů dokončení
- Fulltextové vyhledávání, silné filtrovací nástroje
- Projektové statistiky

## Historie
- Jira 3:
  - 3.0, vydán 12. října 2004[3]
  - 3.13, vydán 9. září 2008[4]
- Jira 4:
  - 4.0, vydán 6. října 2009[5]
  - 4.1, vydán 7. dubna 2010
  - 4.2, vydán 21. října 2010[6]
  - 4.3, vydán 16. března 2011[7]
  - 4.4, vydán 2. srpna 2011[8]
- Jira 5:
  - 5.0, vydán 22. února 2012[9]
  - 5.1, vydán 9. července 2012[10]
  - 5.2, vydán 12. listopadu 2012[11]
- Jira 6:
  - 6.3.1, vydána 15. červenec 2014
  - 6.4, vydána 17. března 2015[12]
- Jira 7:
  - 7.0, vydána 6. října 2015
  - 7.0.10, vydána 27. ledna 2016